# 콩 알레르기
콩 알레르기(soy allergy)는 콩에 대한 알레르기이다. 정제가 많이된 콩기름이나 레시틴은 알레르기에 안전하나, 전통방식으로 추출된 콩기름은 위험할 수 있다.
콩 알레르기는 음식 알레르기의 일종이다. 콩에 함유된 화합물(글리신 맥스) 섭취에 대한 과민증으로, 일반적으로 위장 불편, 호흡 곤란 또는 피부 반응과 같은 신체적 증상을 동반하여 면역체계의 과민반응을 유발한다. 콩은 어린이와 성인에게 알레르기 반응을 일으키는 가장 흔한 8가지 식품 중 하나이다. 일반 인구에서 약 0.3%의 유병률을 보이고 있다.
콩 알레르기는 일반적으로 배제 식단과 콩 성분을 함유할 수 있는 음식을 조심스럽게 피함으로써 치료된다. 가장 심각한 음식 알레르기 반응은 아나필락시스이며, 이는 즉각적인 주의와 에피네프린 치료가 필요한 응급 상황이다.